# 山陽地方
山陽地方是日本的地理劃分之一，位于本州瀨戶內海一側。名称與五畿七道中的山陽道有關。

## 範圍
岡山縣、廣島縣、山口縣南部
中國地方瀨戶內海側。相當于五畿七道中的山陽道，但不含近畿地方中兵庫縣西南部（旧飾磨縣。令制國播磨國）。
從兵庫縣西南部到山口縣南部的本州瀨戶内海側
五畿七道中山陽道一帯的總称，包括兵庫縣西南（舊飾磨縣）的範圍。

## 特徴
山陽地方面向瀨戶內海，屬于瀨戶內海式氣候，降水少。
山陽新幹線、山陽本線、國道2號等交通要道東西貫穿該地區。交通網規模位居日本第二。
是日本太平洋工業帶的一部分、形成了包括明石市、加古川市、高砂市、姬路市、相生市、赤穗市（以上為兵庫縣城市）、玉野市、倉敷市（以上岡山縣）、福山市、三原市、吳市、廣島市（以上廣島縣城市）、岩國市、周南市、宇部市、下關市（以上山口縣城市）等，呈帶狀分布的沿海工業都市群。

## 主要都市

### 人口100万人以上

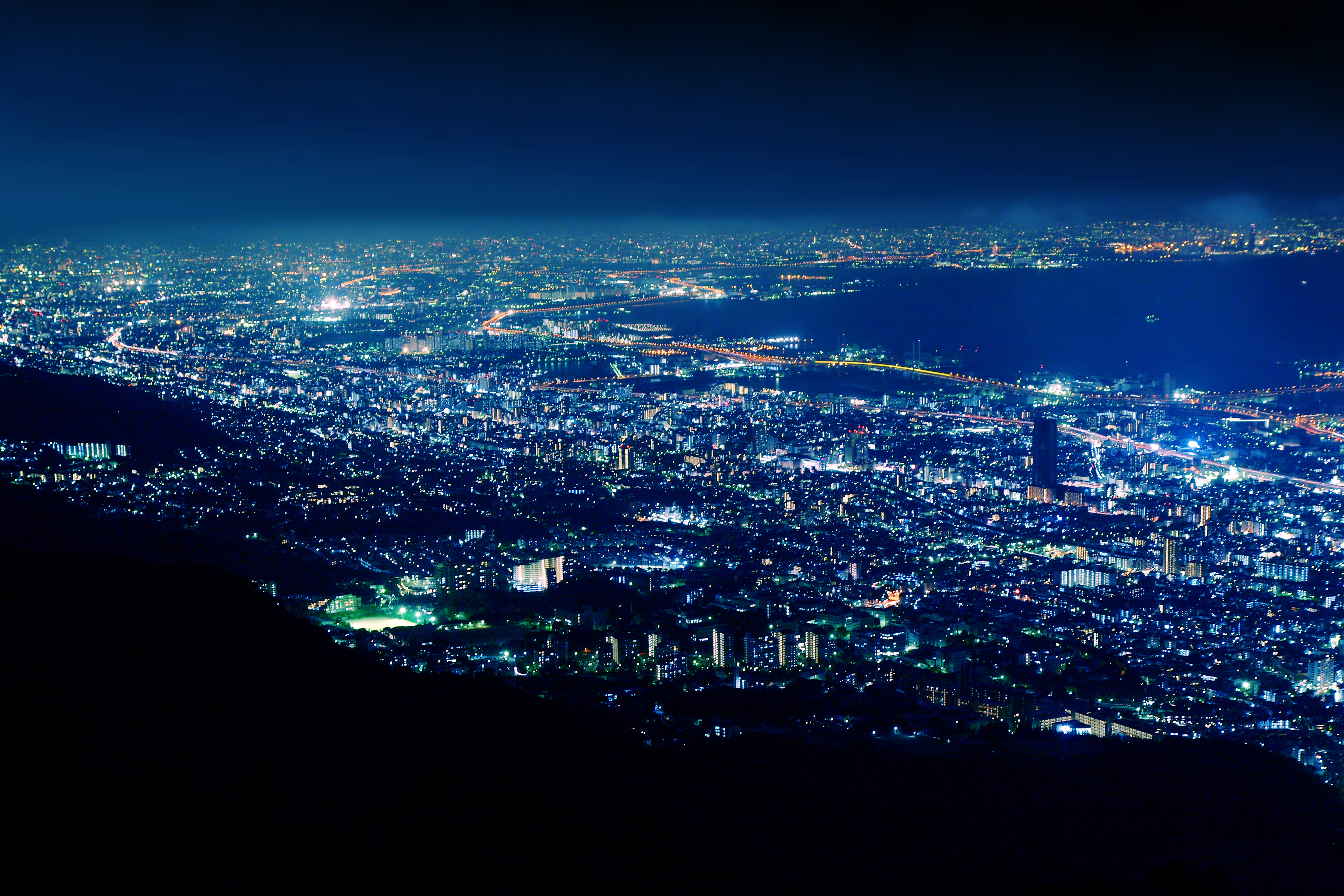
山陽地方靠海平原

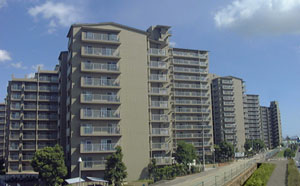
加古川市的綠社區

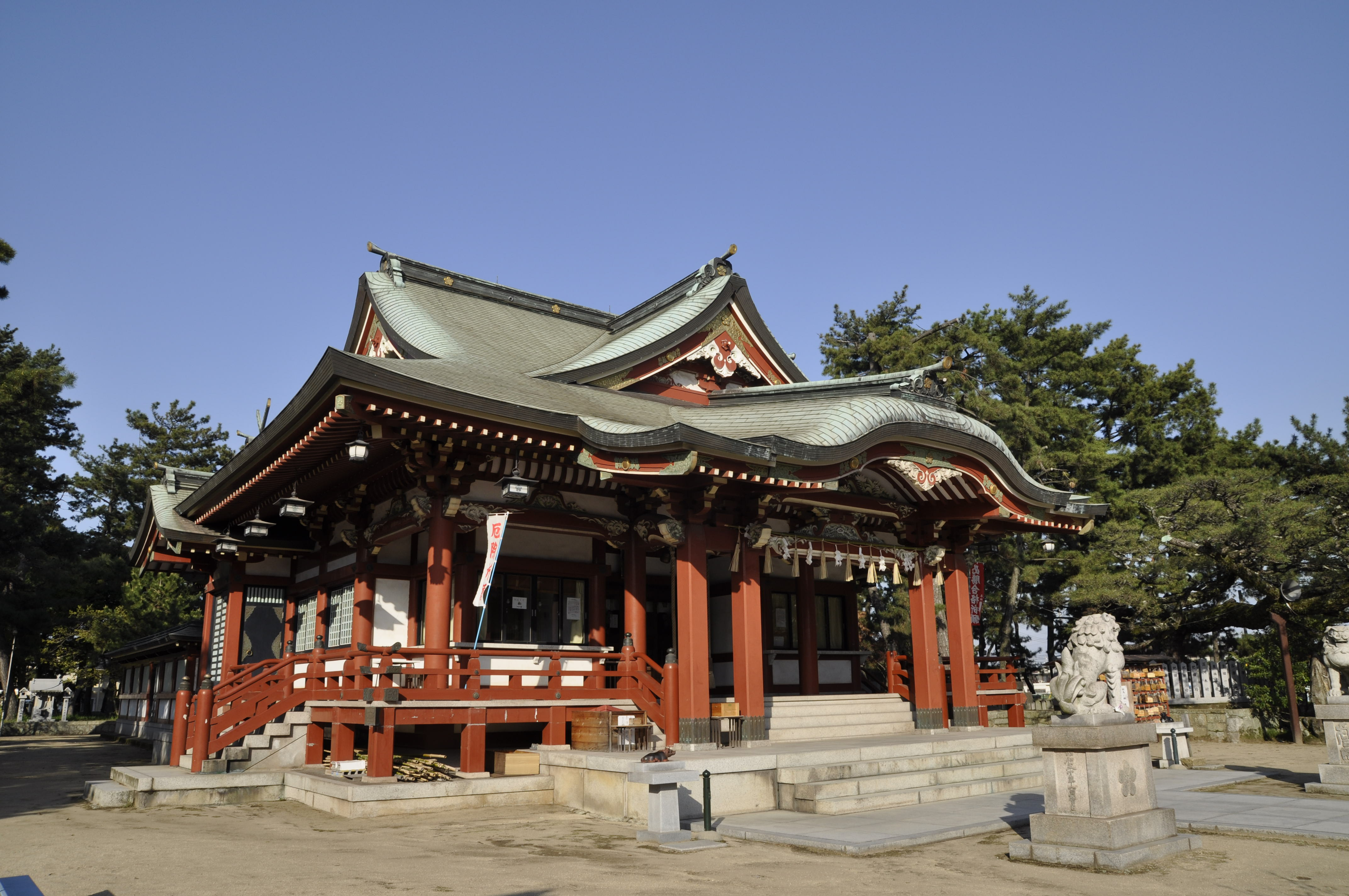
濱宮天神社

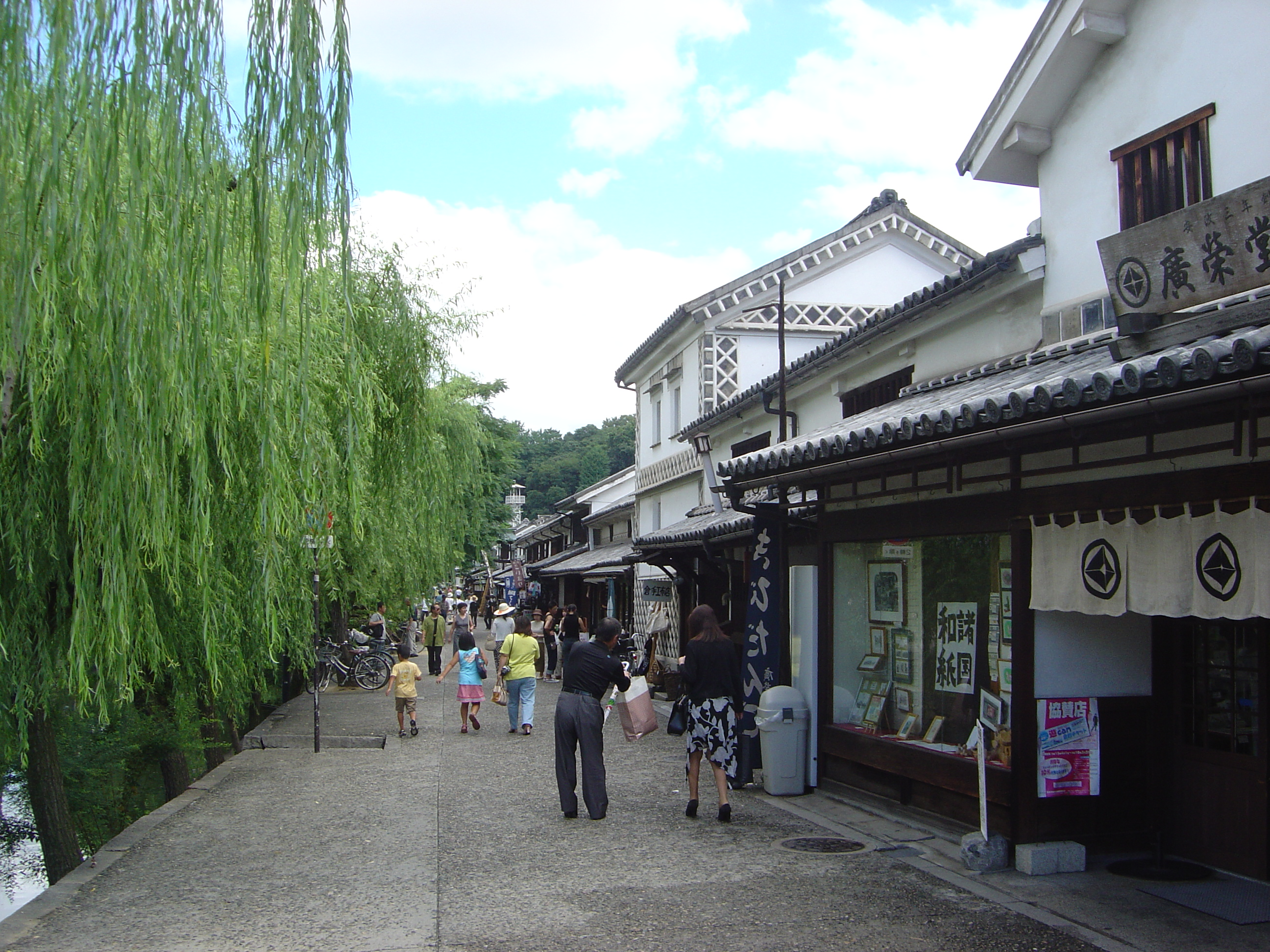
倉敷市老街

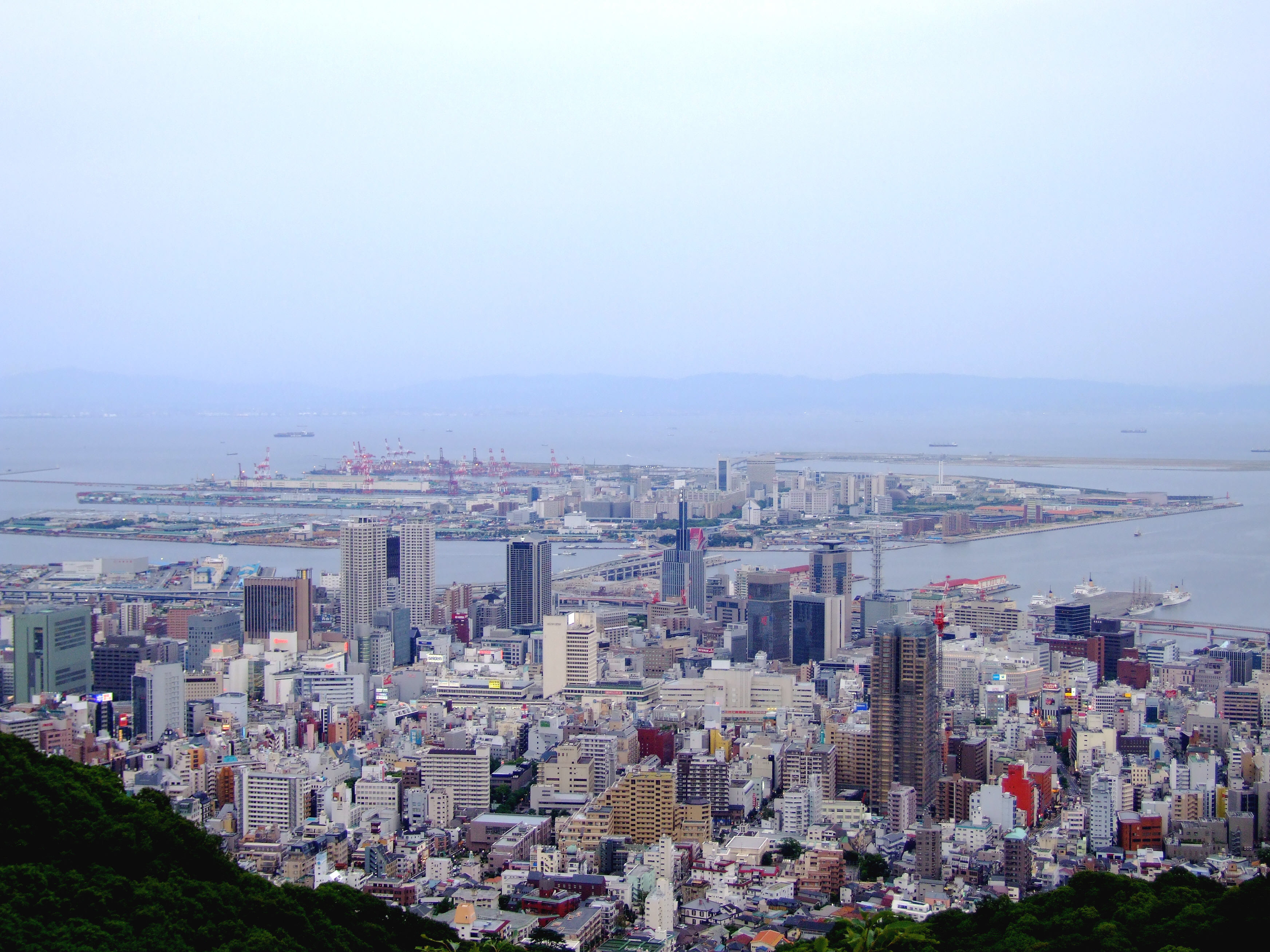
神戶

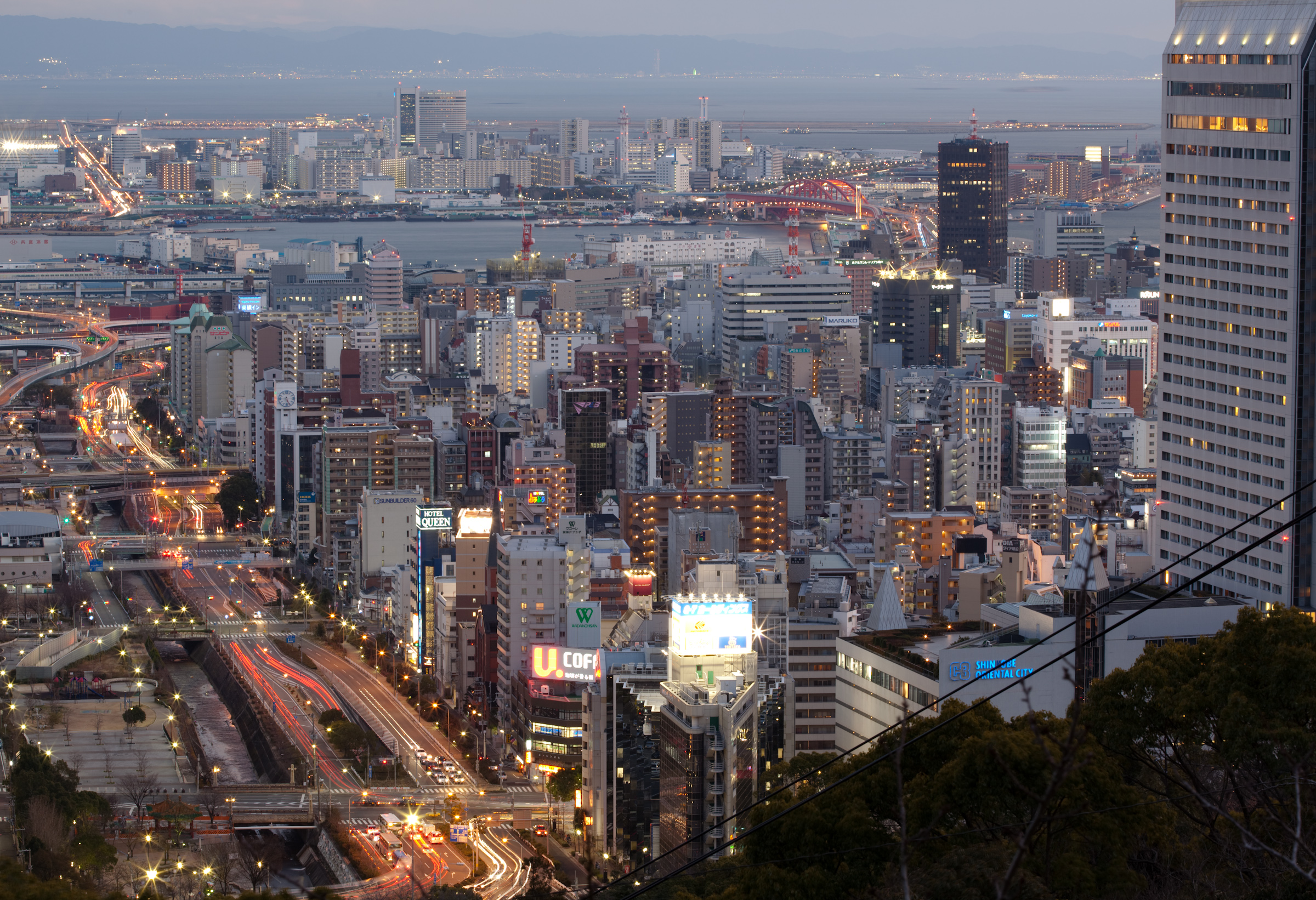
三宮高樓群

1. 神戶市（兵庫縣，是關西都市圈中心都市與縣廳所在地，為一政令指定都市）
2. 廣島市（廣島縣，是廣島都市圈中心都市與縣廳所在地，為一政令指定都市）

### 人口60万人以上
1. 岡山市（岡山縣，是岡山都市圈中心都市與縣廳所在地，為一中核市）

### 人口50万人以上
1. 姬路市（兵庫縣，是播磨都市圈中心都市，為一中核市）

### 人口40万人以上
1. 倉敷市（岡山縣，屬岡山都市圈範圍內，為一中核市）
2. 福山市（廣島縣，是福山都市圈中心都市，為一中核市）

### 人口20万人以上
1. 下關市（山口縣，屬北九州都市圈範圍內，為一中核市）
2. 明石市（兵庫縣，屬關西都市圈範圍內，為一特例市）
3. 加古川市（兵庫縣，屬播磨都市圈範圍內，為一特例市）
4. 吳市（廣島縣，屬廣島都市圈範圍內，為一特例市）

### 人口10万人以上
1. 東廣島市（廣島縣，屬廣島都市圈）
2. 山口市（山口縣，是縣廳所在地）
3. 宇部市（山口縣，屬北九州都市圈）
4. 周南市（山口縣）
5. 岩国市（山口縣，屬廣島都市圈）
6. 尾道市（廣島縣，屬福山都市圈）
7. 廿日市市（廣島縣，屬廣島都市圈）
8. 防府市（山口縣）
9. 津山市（岡山縣）
10. 三原市（廣島縣，屬福山都市圈）

## 交通

### 鐵道
| - 山陽新幹線 - 山陽本線 | - 山陽電鐵（兵庫縣） - 瀨戶大橋線 - 津山線 - 伯備線 | - 福鹽線 - 藝備線 - 山口線 - 宇部線 |

### 主要道路
| 高速道、收費道 - 山陽自動車道 - 中國自動車道 - 瀨戶中央自動車道 - しまなみ海道 | 幹線國道（對東西、四國） - 國道2號 - 國道30號 - 國道317號 | 連絡線國道（對山陰） - 國道53號 - 國道54號 - 國道180號 - 國道184號 - 國道186號 - 國道262號 - 國道313號（又暱稱為「浪漫街道313」（ロマンチック街道313）） |

## 以山陽命名的企業
- 山陽電氣鐵道
- 山陽百貨店
- 山陽特殊製鋼
- 山陽色素
- 山陽新聞
- 山陽放送
- 山陽商船
- 山陽電氣軌道（舊稱，現名山電交通（サンデン交通））